# Мемориальный музей композитора Г. В. Свиридова
Мемориальный музей композитора Г. В. Свиридова расположен в Фатеже на улице Урицкого (до 1917 года — Екатерининской), является филиалом Курского областного краеведческого музея, посвящён памяти Георгия Васильевича Свиридова, его жизненному и творческому пути. Экспозиция занимает четыре зала общей площадью 116,5 квадратных метров.

## История
Музей Г. В. Свиридова занимает третий этаж старинного здания постройки первой половины XIX века. Этот особняк принадлежал купцу 1-й гильдии, коммерции советнику, потомственному почётному гражданину Николаю Андреевичу Харичкову (1788—1845). 5 августа 1861 года здесь проездом в Крым для Высочайшего обеда останавливался император Александр II с супругой Марией Александровной. C целью увековечивания этого события владелец дома в письме на имя курского губернатора В. И. Дена выразил намерения передать его городским властям под женское учебное заведение. Харичков предложил поместить в банк под 5 % годовых выделяемую им сумму, а доход с ренты (500 рублей в год) использовать на содержание учреждаемого училища. 26 августа того же года своим распоряжением губернатор утвердил решение о передачи каменного дома в Фатеже для открытия в нём женской прогимназии «для девиц без различия звания и состояний». Он же сообщал, что «Ея Императорское Величество имеется соизволение на принятие открываемой женской прогимназии в ведомство учреждений Императрицы Марии». Иван Андреевич и Яков Андреевич, братья Николая Андреевича Харичкова, стали попечителями Мариинской женской прогимназии.
В 1870 году Мариинская женская прогимназия была преобразована в Александровскую классическую гимназию. Выпускники гимназии после семи классов обучения получали право преподавания в школах Фатежского уезда. В Александровской гимназии обучались мать Г. В. Свиридова — Елизавета Ивановна Чаплыгина.
В 1908 году Александровская гимназия переезжает в новое здание по улице Северной (ныне — Карла Маркса), а в «доме Харичкова» разместились несколько уездных организаций, в том числе и телеграфно-почтовая контора на первом этаже, в которой служил Василий Григорьевич Свиридов, отец будущего композитора. Третий этаж был переоборудован под служебные квартиры. Одну из них получил Василий Григорьевич, где он проживал с семьёй. В этой квартире 16 декабря 1915 года родился и провёл первые девять лет жизни Георгий Васильевич Свиридов.
В советский период в здании размещались различные учреждения — РОНО, райисполком, РАЙЗО, гособеспечение, СОБЕС, земельный отдел. В 1959 году над зданием надстраивается третий этаж.
1 октября 2005 года на первом этаже этого здания торжественно открылась Фатежская детская школа искусств, которая ранее располагалась в полуразрушенном подвальном помещении. Ежегодно в декабре здесь проводятся отчётные концерты памяти знаменитого земляка, в которых большое внимание уделяется инструментальной и хоровой музыке Георгия Васильевича, написанной им в детские годы.
В 2005 году был основан Мемориальный музей композитора Г. В. Свиридова, который открыл свои двери для посетителей 16 декабря 2005 года, к 90-летию со дня рождения композитора.
10 ноября 2006 года в музей передан бюст композитора работы народного художника СССР М. К. Аникушина.
По Распоряжению № 155-р Правительства РФ от 9 февраля 2007 года зданию мемориального музея композитора Г. В. Свиридова присвоен статус объекта культурного наследия федерального значения.
8 октября 2015 году возле здания музея состоялось торжественное открытие бюста композитора Г. В. Свиридова. Автор памятника — заслуженный художник Российской Федерации Игорь Анатольевич Минин (1955—2017).

## Экспозиция
Экспозиция музея Г. В. Свиридова занимает четыре зала.
Первый зал экспозиции располагается в комнате, в которой проживала семья Свиридовых. Виды Фатежа, план города показывают жизнь уездного Фатежа времён детства Георгия Свиридова. Здесь мебель (буфет, комод) и предметы быта (часы, зеркало, швейная машинка, самовар, посуда) того времени. На карте-схеме Курской губернии отмечены места, связанные с биографией композитора: город Фатеж, где мама Елизавета Ивановна помогала сыну делать первые шаги в музыке и приучала его к сознательному творчеству; деревня Чаплыгино, где жила его бабушка Наталья Петровна, благодаря которой мальчик познакомился с жизнью и бытом русского крестьянина, народной поэзией, основами православной культуры; город Курск, где с 1928 по 1932 годы он успешно обучался в музыкальной школе, и откуда в 1932 г. уехал учиться в Ленинград.
Во втором зале представлен весь жизненный и творческий путь композитора — учёба в Курске, Ленинграде, Уфе, работа в Москве, материалы о личной жизни.
Третий зал посвящён памяти композитора. Здесь собраны фотографии, программки, флаеры с ежегодных массовых мероприятий, посвящённых его творчеству, демонстрируются видеофильмы, посвящённые Г. В. Свиридову, в том числе уникальные кадры 1995 года празднования 80-летия со дня его рождения.
В четвёртом зале музея собраны мемориальные предметы композитора. Здесь подлинные фотографии, документы, рукописи, прижизненные издания произведений, книги, отмеченные его автографами.
Особо ценный экспонат музея — рояль фирмы «Беккер», первый музыкальный инструмент Георгия Васильевича. В начале 1920-х годов его маме, Елизавете Ивановне Свиридовой, в «реквизиционном фонде» предложили на выбор корову или рояль. Время было тяжёлое, семья потеряла кормильца (в 1919 году был убит её муж, отец Георгия — заведующий Уездным отделом труда). Сама Елизавета Ивановна лишилась голоса, а до этого преподавала пение, давала частные уроки. Несмотря на все трудности, она взяла рояль для сына, и Георгий смог учиться игре на инструменте. С тех пор рояль долгие годы находился в доме Г. В. Свиридова. В 1992 г. инструмент унаследовал Сергей Владимирович Цвиров, племянник Валентины Николаевны Токаревой — первой супруги композитора, а в 2005 году передал его в дар Фатежскому музею.

## Галерея музея

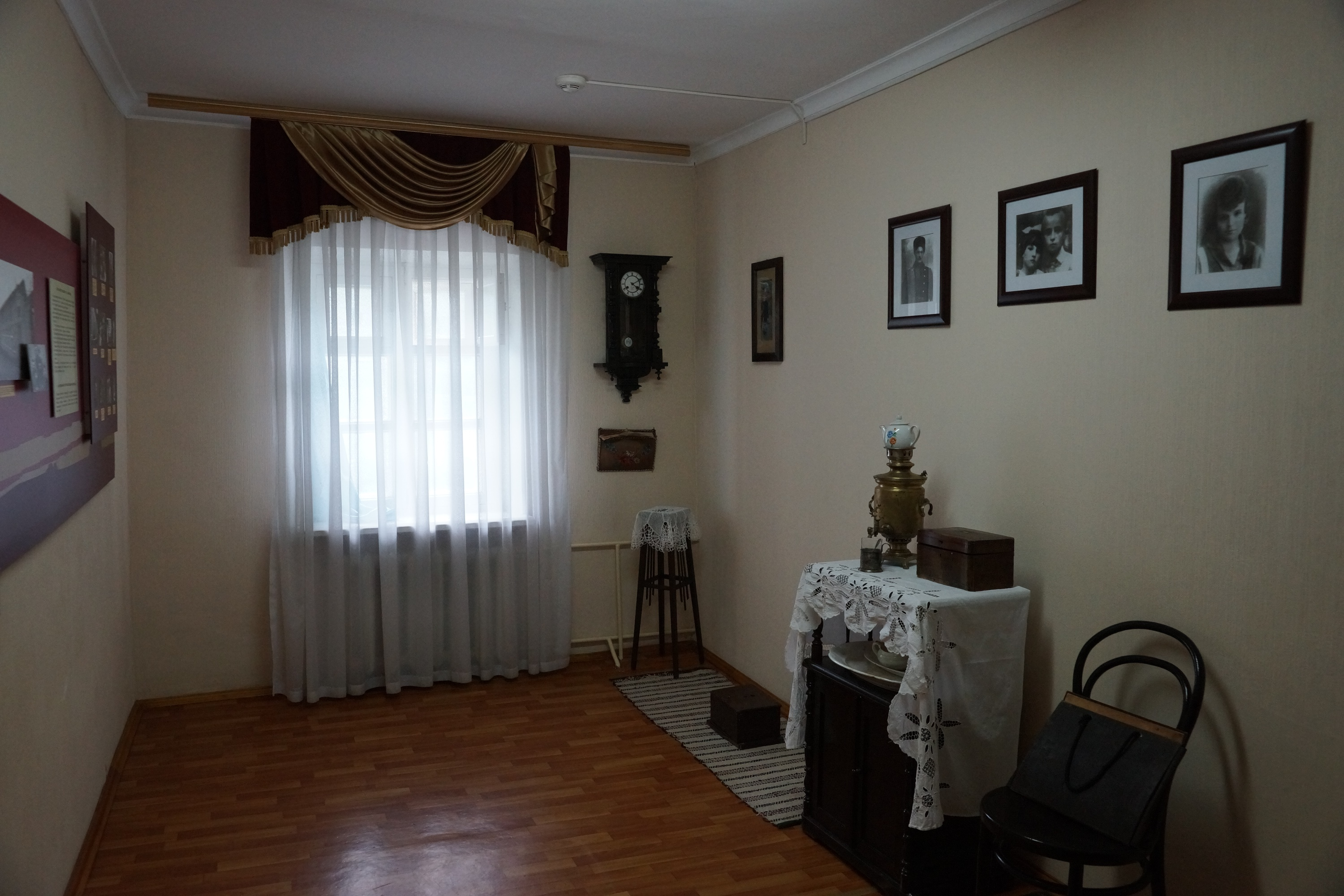
Комната родителей, в которой родился Г. В. Свиридов
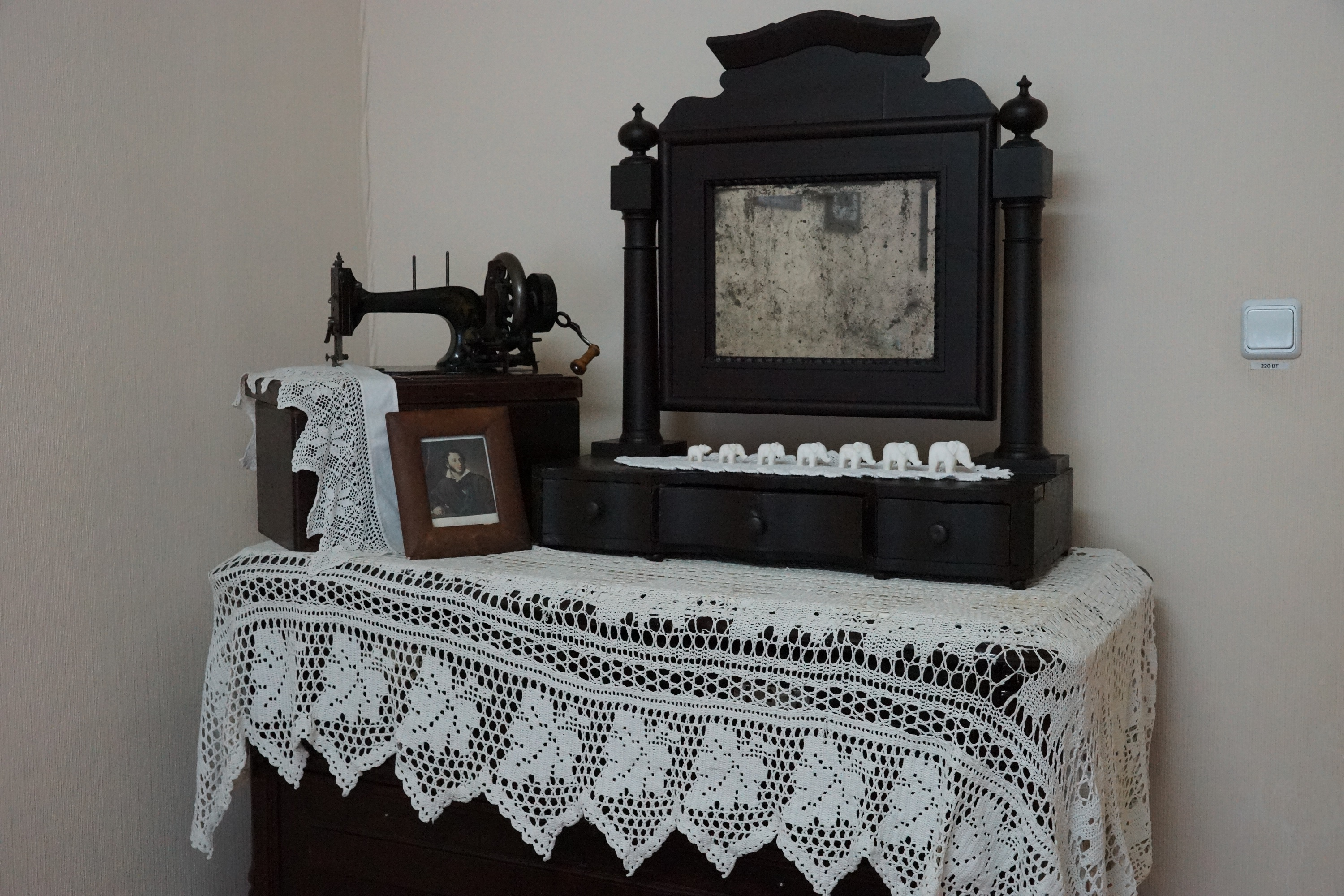
Зеркало в комнате родителей
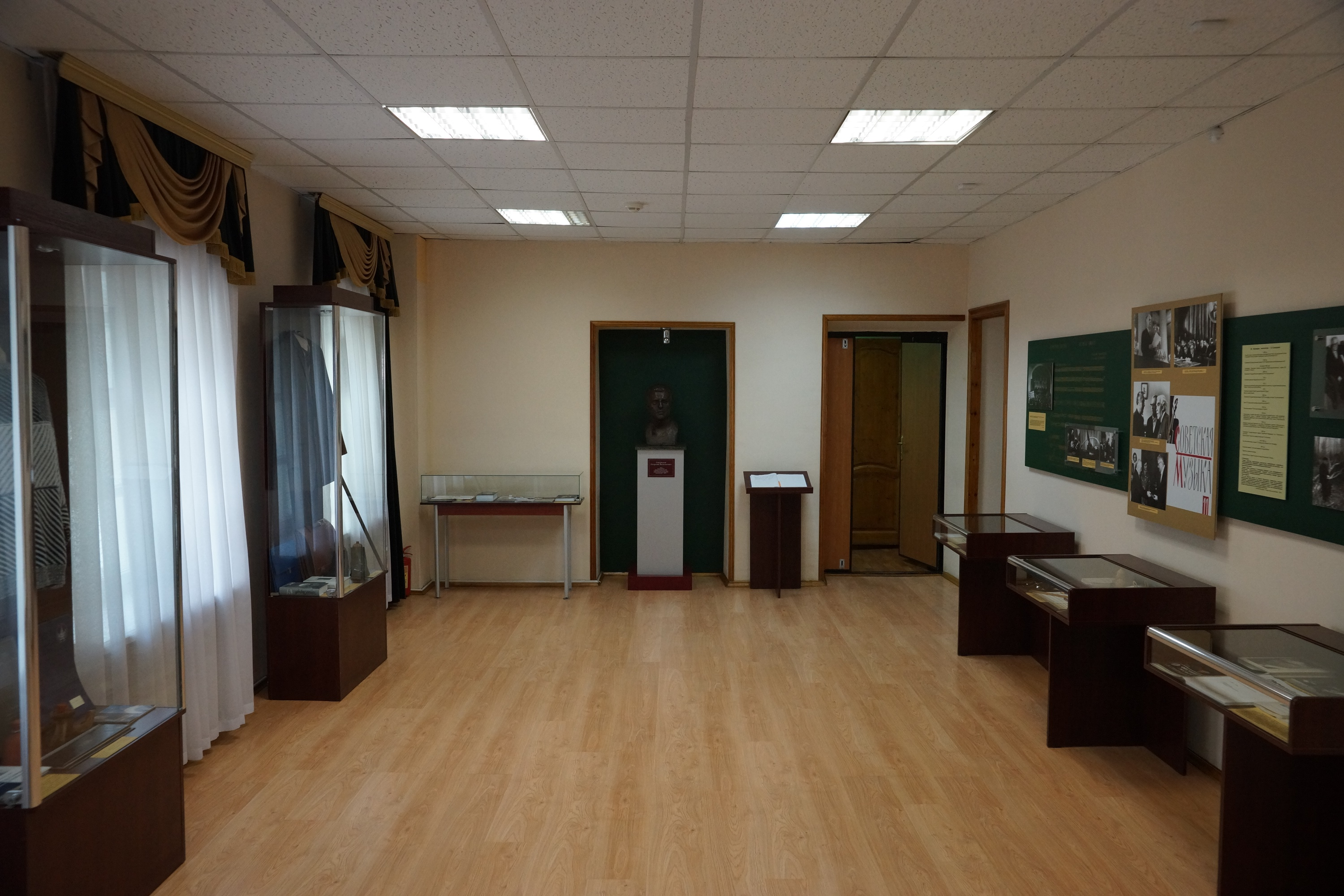
Зал экспозиции
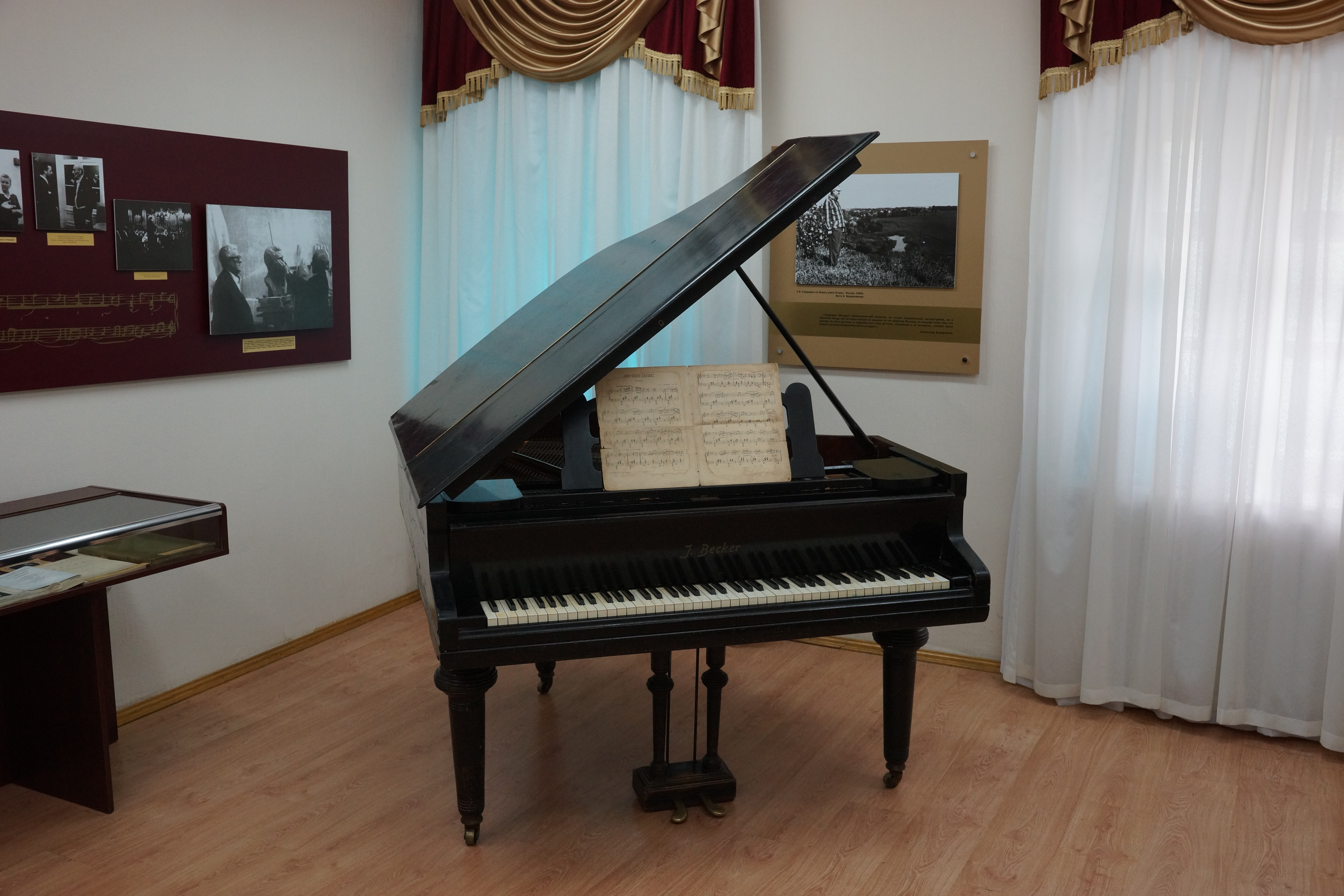
Рояль фирмы «Беккер», первый музыкальный инструмент композитора
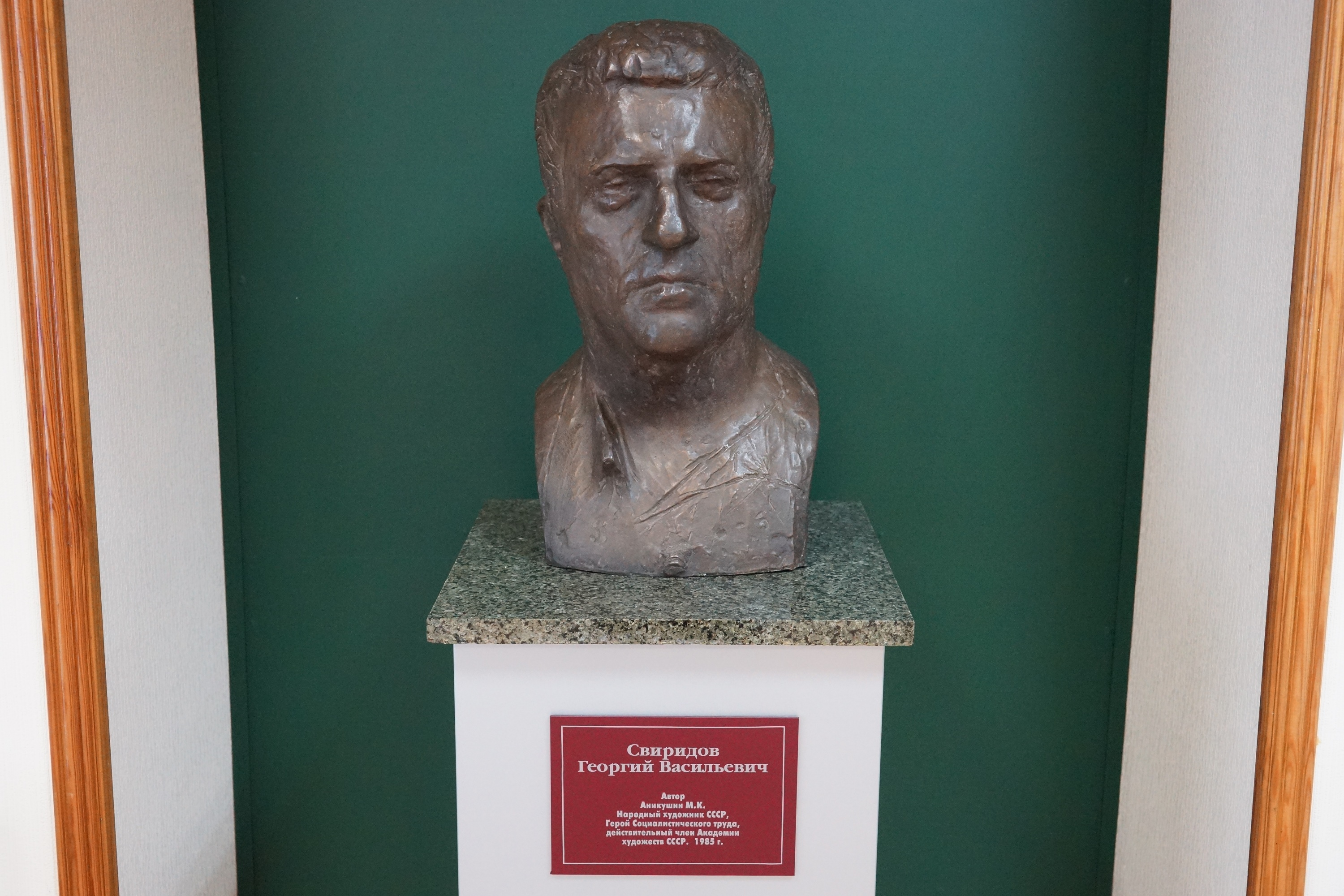
Бюст Г. В. Свиридова (1985 г., скульптор М. К. Аникушин)

## Часы работы
Вторник — суббота с 10:00 до 17:00, воскресенье, понедельник — выходные дни. Последний четверг каждого месяца — санитарный день.